# Comentario de Habacuc
El Comentario de Habacuc o Pesher Habacuc, etiquetado como 1QpHab (Cueva 1, Qumran, pésher, Libro de Habacuc) se encuentra entre los siete rollos originales de los Manuscritos del Mar Muerto descubiertos en 1947 y publicados en 1951. Debido a su temprano descubrimiento y rápida publicación, así como a su conservación relativamente prístina, el 1QpHab es uno de los pergaminos más investigados y analizados de los varios centenares que se conocen actualmente. Se encuentra en el Santuario del Libro, un edificio del Museo de Israel en Jerusalén.

## Descripción

### Física
El pergamino mide aproximadamente 141 centímetros de extremo a extremo, con trece columnas de escritura herodiana escritas en dos piezas de cuero, cosidas con hilo de lino que probablemente se realizó en la segunda mitad del siglo I a. C. A la mayoría de las columnas les faltan las líneas inferiores, la primera columna se ha perdido casi por completo y hay un agujero en el centro de la segunda columna. El tercer capítulo de Habacuc falta por completo en el comentario, pero se dejó fuera intencionadamente, no se destruyó por el envejecimiento —la mayor parte de la última columna del rollo está en blanco, lo que muestra claramente que el texto del comentario estaba completo—. En cualquier caso, el pergamino sigue siendo legible en su mayor parte, y los editores han llenado las lagunas con razonable confianza.

### Contenido
El comentario relaciona a varios individuos contemporáneos con la profecía, aunque también se refieren a ellos solamente con títulos en lugar de nombres. El héroe o líder que la comunidad debe seguir se llama el Maestro de justicia, una figura que se encuentra en otros rollos del Mar Muerto. El comentario sostiene que el Maestro ha estado en comunión directa con Dios y ha recibido el verdadero significado de las escrituras. El Maestro no ha sido identificado todavía con éxito con ninguna figura histórica, aunque Robert Eisenman argumentó su identificación como Santiago el Justo en su libro de 1997 con ese título.
Entre los oponentes del Maestro de justicia estaban el Sacerdote impío y el Predicador de mentiras (en hebreo מטיף הכזב). El Sacerdote impío es descrito como un falso líder religioso en el que el Maestro confió en algún momento. Hacia el final del comentario, se dice que el Sacerdote impío fue capturado y torturado por sus enemigos. Es poco probable que se pueda nombrar con certeza su verdadera identidad, aunque casi todos los sacerdotes contemporáneos de los asmoneos han sido sugeridos en algún momento por los estudiosos como el Sacerdote malvado. Incluso se argumenta que se trata de un título atribuido a múltiples individuos.  El Predicador de mentiras es acusado por el autor de intentar desacreditar al Maestro, así como a la Torá. Su verdadero nombre tampoco ha sido identificado con éxito con ninguna figura histórica, aunque Robert Eisenman argumentó su identificación como Pablo de Tarso.
El autor también menciona de pasada una Casa de Absalón, a la que se acusa de permanecer inactiva mientras el Predicador de mentiras trabajaba contra el Maestro. A diferencia de los otros, este nombre se atribuye únicamente a un par de personajes históricos, siendo el candidato más probable un supuesto pariente saduceo de Aristóbulo II, llamado Absalón.
El autor del comentario llega a una solución de su difícil situación similar a la del profeta Habacuc siglos antes: la perseverancia por medio de la fe. Afirma que su comunidad no morirá a manos del malvado Judá. A su vez, el poder de vengarse y juzgar a los Quitim será concedido por Dios a los fieles.

## Comparación con el texto hebreo común
Lo que es todavía más significativo que el comentario del pesher es el propio texto citado de Habacuc. Las divergencias entre el texto hebreo del rollo y el texto masorético estándar son sorprendentemente mínimas. Las mayores diferencias son el orden de las palabras, las pequeñas variaciones gramaticales, la adición u omisión de conjunciones y las variaciones ortográficas, pero son lo suficientemente pequeñas como para no dañar el significado del texto.